# Paul Fechter
Paul Fechter, född 14 september 1880 i Elbing, död 9 januari 1958 i Berlin, var en tysk författare och litteraturkritiker.
Efter universitetsstudier, främst i filosofi, framträdde Fechter som litteratur-, konst- och teaterkritiker i skilda tidningar. Han utgav även litteraturhistoriska monografier och översiktsverk. Bland hans arbeten märks Der Expressionismus (1914), Frank Wedekind (1920), Das graphische Werk Pechsteins (1921), Gerhart Hauptmann (1921), Deutsche Dichtung der Gegenwart (1929), Dichtung der Deutscher (1932), Agnes Miegel (1933), Moeller van den Bruk (1934), Die deutsche Literatur vom Naturalismus bis zur Literatur des Unwirklichen (1938) och Geschichte der deutschen Literatur von den Anfängen bis zur Gegenwart (1941). Fechter uppträdde även som skönlitterär författare med romaner och noveller, där han bland annat hämtade motiv från tysk mellankrigstid med inflation. Bland hans verk märks Die Kletterstange (1925), Der Ruck im Fahrstuhl (1927), Die Rückkehr zur Natur (1929), Das wartende Land (1931), Die Fahrt nach der Ahnfrau (1935) och Der Herr Ober (1940).